# Robert Karnes
Robert Karnes est un acteur américain, né le 19 juin 1917 et mort le 4 décembre 1979  à Sherman Oaks.

## Filmographie partielle
- 1948 : La Femme aux cigarettes de Jean Negulesco
- 1948 : Appelez nord 777 de Henry Hathaway
- 1948 : Bagarre pour une blonde (Scudda Hoo ! Scudda Hay !) de F. Hugh Herbert
- 1949 : Le Traquenard de Richard Fleischer
- 1950 : Le Fauve en liberté (Kiss Tomorrow Goodbye) de Gordon Douglas
- 1951 : Menace dans la nuit de John Berry
- 1951 : Le Chevalier au masque de dentelle (The Highwayman) de Lesley Selander
- 1953 : Tant qu'il y aura des hommes (From Here to Eternity) de Fred Zinnemann
- 1953 : Investigation criminelle (Vice Squad) d'Arnold Laven
- 1953 : Project Moonbase de Richard Talmadge
- 1961 : Fear No More de Bernard Wiesen
- 1964 : La Fureur des Apaches de William Witney
- 1968 : Espions en hélicoptère de Boris Sagal
- 1973 : Complot à Dallas (Executive Action) de David Miller
- 1976 : Gable et Lombard de Sidney J. Furie
- 1977 : La Théorie des dominos de Stanley Kramer